# Jules Boes
Jules Roger C. Boes (Sint-Amandsberg, 7 maggio 1927 – Gand, 6 febbraio 2016) è stato un cestista belga.

## Carriera
Ha disputato due partite ai Giochi della XV Olimpiade, non segnando punti.